# Nesvady
Nesvady (em húngaro: Naszvad) é um município da Eslováquia, situado no distrito de Komárno, na região de Nitra. Tem 57,86 km² de área e sua população em 2018 foi estimada em 5.039 habitantes.

## Demografia
| Ano:        | 1994 | 2004   | 2014 | 2024   |
| ----------- | ---- | ------ | ---- | ------ |
| Broj ljudi: | 5113 | 5000   | 5100 | 4963   |
| Razlika:    |      | -2,21% | +2%  | -2,68% |

| Ano:               | 2023 | 2024   |
| ------------------ | ---- | ------ |
| Número de pessoas: | 4974 | 4963   |
| Diferença:         |      | -0,22% |